# Zbrucz (gazeta)
Zbruč (ukr. Збруч) – ukraińska gazeta internetowa, założona 11 lutego 2013 roku. Materiały na stronie publikowane w języku ukraińskim. Od czasu założenia do swej śmierci jako redaktor gazety pracował Andrij Kwiatkowski (Андрій Квятковський). Wśród grona autorów gazety są – Polki Iza Chruślińska, Ola Hnatiuk, ukraińscy pisarze Jurij Andruchowycz, Jurij Wynnyczuk, Taras Prochaśko, Sofija Andruchowycz i jej mąż Andrij Bondar, Andrij Lubka, Wasyl Machno, Ołeksandr Bojczenko i inni, historyk Jarosław Hrycak, rosyjski pisarz i poeta Igor Pomierancew.